# Valerio Aspromonte
Valerio Aspromonte (Roma, 16 de marzo de 1989) es un deportista italiano que compite en esgrima, especialista en la modalidad de florete.
Participó en los Juegos Olímpicos de Londres 2012, obteniendo una medalla de oro en la prueba por equipos (junto con Andrea Baldini, Andrea Cassarà y Giorgio Avola), y el sexto lugar en la prueba individual.
Ganó cinco medallas en el Campeonato Mundial de Esgrima entre los años 2010 y 2014, y cinco medallas en el Campeonato Europeo de Esgrima entre los años 2010 y 2014.

## Palmarés internacional
| Juegos Olímpicos   | Juegos Olímpicos        | Juegos Olímpicos  | Juegos Olímpicos    |
| Año                | Lugar                   | Medalla           | Prueba              |
| ------------------ | ----------------------- | ----------------- | ------------------- |
| 2012               | Londres (Reino Unido)   | Medalla de oro    | Florete por equipos |
| Campeonato Mundial |                         |                   |                     |
| Año                | Lugar                   | Medalla           | Prueba              |
| 2010               | París (Francia)         | Medalla de plata  | Florete por equipos |
| 2011               | Catania (Italia)        | Medalla de plata  | Florete individual  |
| 2013               | Budapest (Hungría)      | Medalla de oro    | Florete por equipos |
| 2013               | Budapest (Hungría)      | Medalla de bronce | Florete individual  |
| 2014               | Kazán (Rusia)           | Medalla de bronce | Florete por equipos |
| Campeonato Europeo |                         |                   |                     |
| Año                | Lugar                   | Medalla           | Prueba              |
| 2010               | Leipzig (Alemania)      | Medalla de oro    | Florete por equipos |
| 2010               | Leipzig (Alemania)      | Medalla de plata  | Florete individual  |
| 2011               | Sheffield (Reino Unido) | Medalla de oro    | Florete por equipos |
| 2012               | Legnano (Italia)        | Medalla de oro    | Florete por equipos |
| 2014               | Estrasburgo (Francia)   | Medalla de plata  | Florete por equipos |